# Saturday Night Special
«Saturday Night Special» es una canción de la banda estadounidense Lynyrd Skynyrd. Es la primera pista del álbum Nuthin' Fancy, y habla sobre el control de armas de fuego en los Estados Unidos.
La canción hizo su aparición en el videojuego Grand Theft Auto IV: The Lost and Damned en la estación ficticia Liberty Rock Radio.

## Versiones
- Armored Saint: Raising Fear (1987)
- The Accüsed: Straight Razor (1991)
- Great White: Recover (2002).
- Tesla: Real to Reel, Vol. 2 (2007).